# 古琴
| 劃分         | 劃分                                         | 劃分                                           |
| ------------ | -------------------------------------------- | ---------------------------------------------- |
| 中國樂器     | 絲                                           | 絲                                             |
| 名稱         |                                              |                                                |
| 漢字         | 琴，古琴，七絃琴                             | 琴，古琴，七絃琴                               |
| 古名         | 瑤琴，玉琴                                   | 瑤琴，玉琴                                     |
| 異體         | ，珡等                                       | ，珡等                                         |
| 漢語讀音     |                                              |                                                |
| 現代標準漢語 | 漢語拼音                                     | qín, gǔqín, qīxiánqín                          |
| 現代標準漢語 | 威妥瑪拼音                                   | ch'in2, ku3-ch'in2, ch'i1-hsien2-ch'in2        |
| 標準粵語     | 香港語言學學會粵語拼音方案                   | kam4, gu2kam4, cat1jin4kam4                    |
| 標準粵語     | 耶魯粵語拼音                                 | kam4, gu2kam4, chat1yin4kam4                   |
| 標準粵語     | 國際音標                                     | [kʰɐm˨˩], [ku˧˥ kʰɐm˨˩], [t͡ʃʰɐt̚˥ jin˨˩ kʰɐm˨˩] |
| 日語讀音     |                                              |                                                |
| 假名         |                                              |                                                |
| 羅馬字       | kin, kokin, shichigenkin                     | kin, kokin, shichigenkin                       |
| 朝鮮語讀音   |                                              |                                                |
| 諺文         |                                              |                                                |
| 羅馬字       | geum (chin), gogeum (guchin), chilhyeon-geum | geum (chin), gogeum (guchin), chilhyeon-geum   |
| 别名         | 徽琴 (휘금 / hwigŭm / hwigeum)               | 徽琴 (휘금 / hwigŭm / hwigeum)                 |
| 音域         |                                              |                                                |
| 古琴的音域   |                                              |                                                |

古琴，原称琴，又称瑶琴、玉琴、五弦琴和七弦琴，是源自於中国的弹拨类乐器，有三千年以上历史，属于八音中的丝。古琴音域宽广，音色深沉，余音悠远。自古“琴”为其特指，於1920年代起为了與钢琴区别而改称古琴，本文统称琴。初为五弦，後增為七弦，且有标志音位的13個徽，亦為礼器和乐律法器。
琴是中国古代文化地位最崇高的乐器，有“士無故不撤琴瑟”和“左琴右书”之说。位列“琴棋书画”四艺之首，被文人视为高雅的代表，亦为文人吟唱时的伴奏乐器，自古以来一直是许多文人必备的知识和必修的科目。伯牙、子期因高山流水而成知音的故事流传至今；大量诗词文赋中有琴的身影。现存琴曲3360多首，琴谱130多部，琴歌300首。主要流传范围是汉文化圈，而其他地方也有琴人組織的琴社。
2003年古琴艺术被联合国教科文组织列入世界第二批人类非物质文化遗产代表作。中华人民共和国国务院於2006年将古琴列入第一批国家级非物质文化遗产，並於2007年起多次公布国家级非物质文化遗产（古琴項目）代表性传承人名單。

## 歷史

### 概況
古琴音乐三千年以来，其歷史概況有以下幾點：
- 古琴艺术在经历了商周时期的产生和发展，春秋战国时期的提高，秦汉时期的扩展，至唐代已达到历史的高峰。经宋明延续，至清中期仍得到进一步的深化。
- 在1950年代中期，全国能弹琴者不足百人。
- 至2008年，全国及海外（包括华人和外国人)能琴者大约两万人余。[可疑]
- 古琴有着现存中華文化中最古老的乐曲《广陵散》、最古老的乐谱《碣石调·幽兰》及最古老的琴歌《古怨》；
- 古琴有着一千多年前唐代製琴近二十张流传至今；
- 古琴有着汉唐以来丰富而成熟的重要理论文献传世；
- 古琴有着数千首琴曲及琴歌的曲譜流传至今。

### 先秦
琴的来源無從稽考，不过中华古代文明之初的各个氏族领袖都与琴的创始传说有关，如伏羲造琴、神农造琴、唐尧造琴、黄帝造琴和虞舜造琴等传说，但無考古支持，应为附会之說。:65甲骨文中迄今没发现有『琴』字，最早的文字記錄爲周朝初期古銅器上刻的古文，而最早文獻记载见於《诗经》:66。與琴相似的最古实物是郭家庙墓地曹门湾墓区86号墓出土的春秋早期琴，其长约92厘米，宽约35厘米，似人形，由整木斫成，髹黑漆，龙龈处存在过弦痕迹，岳山嵌入琴体，有弦孔。戰國時期曾侯乙墓則出土了十弦琴與筑，筑长度与现代琴相仿，而十弦琴长度是现代琴的一半，琴体较厚，琴面不平，无徽位，面板呈曲线，琴头微昂，腰部下凹，尾部上翘，下有一足，很像单足的夔，有礼器的象征。战国中期和西汉则有比现代琴短些的七弦琴出土。:66
西周时的钟仪是现存记载中最早的一位专业琴人。:5据史料记载春秋时诸侯宫廷中都有琴家，且大多以「师」为氏，如师旷、师文、师襄和师涓等。史载他们都有高超的琴艺。而在先秦时期琴被用于伴奏和演唱，称为“弦歌”。在《诗经》等文学作品中也有大量关于琴的记载，可见当时琴已有较丰富的表现力。战国时期随着音乐的不断进步，琴乐也得到了很大地发展和普及，从而涌现了大量的琴人，如伯牙与钟子期的〈高山流水〉遇知音的经典千古传诵。而琴作为主要的乐器，被士人赋予礼制修心养性的功能和审美，所谓“君子之近琴瑟，此仪节也，非以慆心也”和“士不故不撤琴瑟”。孔子对琴十分推崇，能弹琴唱《诗经》三百首，还曾向师襄学琴。后人附会作有孔子读易和泣颜回两琴曲。期间著名的琴人有师旷、伯牙、雍门周、孔子等。

### 两汉

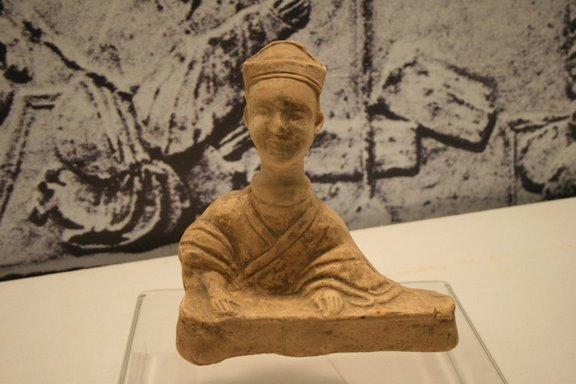
东汉时期的陶制抚琴人像，出土於彭山江口汉崖墓，藏於南京博物院

马王堆3号汉墓出土的汉初七弦琴结构简单，音箱较小，共鸣声小，尾部为实木，面板无徽位，與現存唐代以後之琴不同。:66东汉至魏晋时期，琴在士人中非常流行。蔡邕所著《琴操》是现存介绍早期琴曲最为丰富而详尽的专注，原书已佚，经后人辑录成书，还作有琴曲5首，合称“蔡氏五弄”:35；又传他曾用灶余焦木制成著名的“焦尾琴”。:35《胡笳十八拍》相传为蔡邕女儿蔡琰作，实则大胡笳和小胡笳皆为唐人借题所作。:110 此外还有刘向所著《说苑·琴录》，扬雄所著《琴清英》。琴曲广陵散也在此时广为流传。期间著名的琴人还有司马相如和桓譚等。

### 魏晋

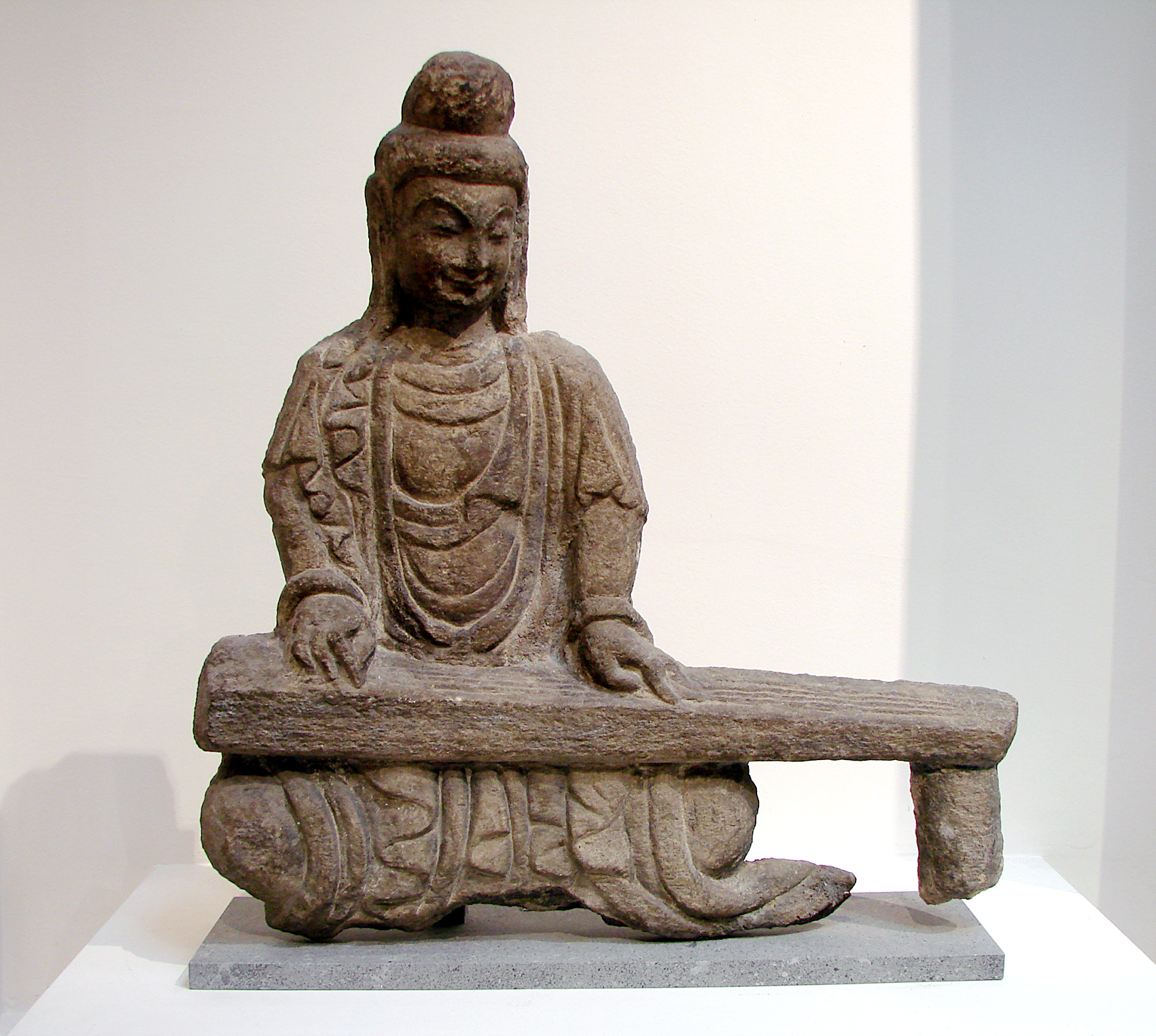
北魏时代的抚琴石佛像，出土於山西，藏於巴黎吉美国立亚洲艺术博物馆。

战乱和纷争的魏晋时期，士族阶层出现大量不依附于朝廷的文人琴人，如“建安七子”和“竹林七贤”等，琴风盛行，他们不仅弹奏，而且创作大量琴曲。嵇康的長清、短清、长侧和短侧4首，合称“嵇氏四弄”:53，现存同名琴谱载于明代琴谱，但可能并非原作；还著有《琴賦》、《声无哀乐论》等。期间著名的琴人还有阮瑀、嵇康、阮籍、阮咸和阮瞻等。

### 南北朝
在北朝，雖然胡樂盛行，但文人聚會、宴飲的場合仍可見到琴。彈琴者不只漢族世家，也有不少胡人貴族，尤其在北魏孝文帝的漢化政策後達到高峰。然而，河陰之變後彈琴風氣銳減，僅剩樂工伎人彈琴。期間琴人包括裴藹之、柳遠、鄭述祖、酈道元等人。
在南朝，君主和士人都爱好音乐和文学，文人爱琴解音，风气极盛，士族甚至將古琴當作家學教育的一部份，為必備的藝文修養。期间著名的琴人包括戴颙、宗炳、柳世隆、柳恽等。

### 隋唐

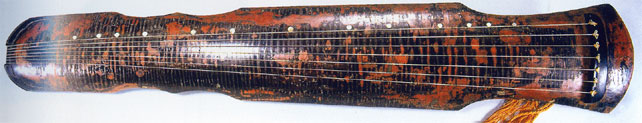
九霄环佩，伏羲式，唐代古琴，現藏於北京故宮博物院

隋唐时期流行燕乐歌舞，而琴風稍落。董庭蘭擅弹胡笳等曲，流传作品有颐真；期間新作琴曲有风雷引、昭君怨、离骚、阳关三叠和渔歌调等:109。曹柔发明了减字谱，而现存最早的文字谱叶出于此代，即《碣石调·幽兰》。期间著名琴人包括董庭蘭、赵耶利、薛易简、陈康士和陈拙等。
斫琴在唐朝也有巨大的发展，如四川雷氏家族為唐朝皇室斫造的“九霄環佩”和“大聖遺音”皆为传世名琴，唐琴在历代都被视为稀世之宝。論及古琴形制，古有“唐圓”之說，“圓”雖確是唐琴的特征之一，但并不準確，不是所有制形渾圓的琴都是唐琴。在傳世的古琴中，年代最早且可信的，即為唐代製作的古琴。

### 宋元

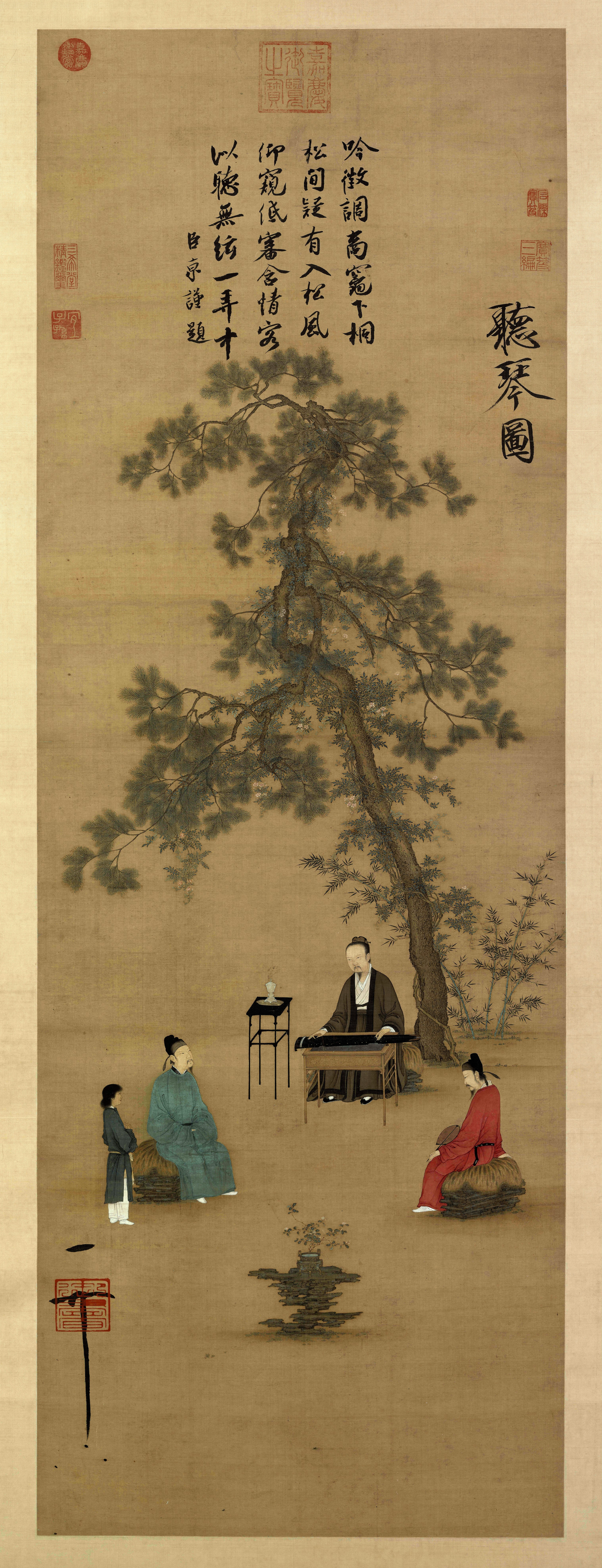
宋徽宗名画《听琴图》

由於宋朝行使抑武扬文的政策，自宋太宗起，两宋期间自帝王至朝野上下都十分好琴，无不以能琴为荣，达到历代好琴的顶峰。 宋朝的琴以“扁”著稱，在清朝初年被與唐琴合稱“唐圓宋扁”。 北宋時宋徽宗御制名琴松石間意在2010年以1.3664亿元拍賣，成爲當時拍賣價格最高的古琴、世界最貴樂器之一。宋元时期，琴开始出现明确的流派传承。第一个古琴流派浙派，出现于南宋晚期，創始人是郭沔。南宋姜夔作琴歌古怨，是现存最早的琴歌。期间著名琴人有范仲淹、欧阳修、苏轼、夷中、知白、义海、则全、倪云林、耶律楚材和苗实等。宋季金元时期，琴已在契丹族、女真族、蒙古贵族的文人间广为流传。

### 明清
明朝琴學發展到頂峰，流派纷呈，大量刊印琴谱，這些曲譜中保存了众多古曲。明朝很多皇室也很參與其中，其中明成祖曾敕撰《永樂琴書集成》，宁王朱權撰现存最早的刊印减字谱曲集《神奇秘谱》， 徽王朱厚爝撰《風宣玄品》、藩国保定王朱珵撰《五音琴譜》、潞王朱常淓撰《古音正宗》。而同時又出現了“四王琴”，按《琴學叢書》所說為宁王朱權、衡王朱祐楎、益王朱祐檳、潞王朱常淓這四位會彈琴的王爺托人斫製的琴，此外莊王朱厚燆等其他一些与四王有關係的王爺也被包含在内。四王琴中以潞王琴數量最多，其次為益、宁、衡王琴。明朝后期，斫琴技术开始衰落，相較以前髹以鹿角灰和八宝灰的琴来说，這一時期的琴以瓦灰底為主流。
明代延續了宋代的古琴美學，有演唱琴歌的「江派」和主張純器樂的「浙派」，其中江派以謝琳、黃士達、楊表正、楊掄等人為代表；浙派則有徐天民、蕭鸞、黃獻等人。然而，時人在琴歌的創作上過度拘束於「一字一音」，產生許多低劣的作品，因而到了明朝後期，以嚴澂為代表的虞山琴派開始反對琴歌，倡導簡約的音樂。繼承虞山琴派的徐上瀛更提出了《谿山琴況》，對後世古琴美學影響深遠。
清初，隨著廣陵琴派的興起，古琴音樂的發展重心轉移到了揚州地區，徐常遇及其《澄鑒堂琴譜》、徐褀及其《五知齋琴譜》、吳灴及其《自遠堂琴譜》等皆有廣泛的影響。清朝中期以後，古琴流派大量出現，包括閩派、川派、嶺南派等。

### 近代

#### 1900到1950年
清末至1950年代，全国能琴者约100余人。1917年，王燕卿進入南京高等師範學校教授古琴，開古琴進入高等教育機構之先河。1918年，王露成為北大音樂會國樂導師，但此時期古琴尚未發展成專業科系。1919年的蘇州「怡園琴會」和1920年的上海「晨風廬琴會」聚集上百人，為當時的盛事。1929年，南通梅庵琴社成立，並逐漸發展為梅庵琴派。1936年代今虞琴社先後在苏州和上海兩地成立，並且编印《今虞琴刊》，內容涵概琴人通訊錄、琴事記錄、琴學論述以及曲譜等，為一大創舉。

#### 1951到1970年
1954年，北京古琴研究會成立，為當時北方最重要的古琴社團。1956年，查阜西带领王迪、許健組成调查小组在中国琴人聚集的地区进行了普查，造访多位琴人，收集文字及录音资料，並和北京古琴研究會整理出版《存见古琴曲谱辑览》及《琴曲集成》等书，为古琴艺术的保存和复兴奠定了基础。美中不足的是當時琴人的演奏水平不一，更有不少琴人年事已高、身體狀況不佳或因各種因素久未彈琴，只是在錄音前匆匆複習，因而程度落差非常大。
同年，中央音樂學院成立民樂系，查阜西為系主任，吳景略擔任古琴專業教師，古琴正式納入音樂專業教育體系。1958年，上海音樂學院也成立古琴專業，後來四川、南京、沈阳、西安等地的音樂學院也都陸續跟進，聘請劉景韶、张子谦、卫仲乐、顾梅羹、劉少椿等琴家任教，培育了吳文光、林友仁、成公亮、龔一、李祥霆等人。琴家们除了恢复古曲之外，也尝试创作新曲，例如：吳景略作勝利操、移植新疆好；查阜西移植大躍進的歌聲震山河；管平湖作回憶。
而港澳台等地也有不少琴人。

#### 1971到2000年
1977年，琴家管平湖演奏的流水在作曲家周文中的推薦下，作为中华音乐的代表入选旅行者1号和旅行者2号宇宙飞船上载有的旅行者金唱片中，由美国国家航空航天局送入太空。
1990年在成都舉辦第一屆中國古琴藝術國際交流會，據當時的調查，全國的琴人不到三百人，約有18個琴社。
1994年，中國唱片公司聘請王迪擔任特約編輯，整理1950到1960年代的古琴錄音，最後集結了22位琴家53首琴曲，出版為《中國音樂大全·古琴卷》（共8張CD），一般稱為「老八張」。

#### 2001年以後
2003年11月7日，古琴艺术被联合国教科文组织列入世界第二批人类非物质文化遗产代表作名录。2006年5月20日，中华人民共和国国务院将古琴列入第一批国家级非物质文化遗产名录，划分在“民间音乐”类，编号Ⅱ—34，並於2007年起公布国家级非物质文化遗产（古琴項目）代表性传承人名單。
2018年，中國藝術研究院音樂研究所整理了館藏1950至1970年錄製的古琴錄音，出版為《絲桐神品——古琴（1950—1970）》，內容涵概274個曲目、72位琴家。

##### 亂象
古琴成為非物質文化遺產後逐漸變得熱門，比方說在2020年光是成都、重慶兩地的琴館就超過兩百家。林晨等琴家認為師資良莠不齊，因而「表面繁榮、亂象叢生」、「有熱度，無深度」。近年古琴甚至被列入「京城四大俗」。琴家成公亮直言古琴成為非遺後亂象多：出現了很多不合格的古琴教師，有些人利用一般人聽不懂古琴，穿著漢服，滿口哲學和文化去忽悠大眾，但彈琴時沒有基本功，甚至連音都彈不準；也有人透過留鬍子、穿長袍之類的打扮把自己包裝成「大師」的樣子，裝神弄鬼。除此之外，古琴的價格被商業炒作得很高。琴家林友仁則認為琴界過於浮躁，部份名家是浪得虛名。文史學者王世襄、袁荃猷夫婦及田家青等人表示古琴已成為某些人附庸風雅、賺錢的道具，過度商業化使得古琴低俗化，令人反感。

##### 問題
在古琴成為專業教育數十年後，衍生了一些問題，例如：重視演奏技術、輕忽音樂內涵，文化底蕴和人文精神因而流失。還有審美觀念和演奏風格的趨同化现象。
另外，近代有不少古琴音樂的創作，但許多作曲家不了解古琴的特性及審美上的特點，以致於其作品和傳統的審美相去甚遠。

## 琴乐
琴是东亚重要的礼乐乐器之一，作为高雅的代表，在集会仪式，特别是传统雅乐中扮演了重要的地位。在清代画作《雍正祭先農壇圖》中記錄有人奏琴。
琴箫合奏是目前常见的合奏形式，所用的琴箫是一种音域较窄、音量较小的箫。当代演奏家和作曲家们进行了许多尝试，现在已经有埙、琵琶、笛子等其他民族乐器与琴合奏的试验性作品出现，也出现了琴和大民族乐队或管弦乐队的协奏曲。:209-212
古琴的音域为C至d2，除去七個散音之外，還有91個泛音和一百多個按音，但實際演奏中有很多音一般不使用，如一到四弦及一到四徽的區域內不使用按音。:203-206

### 弹法
通常置于专用的琴桌上弹奏，无桌时放在盘腿上；琴额向右，琴轸悬垂於桌外，用右手在岳山與一徽間拨弦出声，左手则按弦取音。琴演奏通常用真甲，右手拨弦手指留有适度指甲，以利发音清晰，左手则不留指甲，便于按弦。
古琴的出聲方法主要有三種，即散音、泛音和按音：
- 散音即空弦音，奏法是右手拨弦，左手无动作，可听到较长时间的余音。[65]
- 泛音的奏法是用左手一指或多指正对徽位轻点琴弦，一触即起，同时右手拨弦，发出清越的琴音。[65]
- 按音又称案音、實音、走音，奏法是左手将弦按在琴面上，右手拨弦出音。除了單純按弦，左手也可以揉弦以产生吟或猱，或移向其他音位产生滑音，後者又稱「走手音」。[65]

此外，彈奏按音時，若手指左右移動，手指與弦摩擦會出現一種特殊的擦弦音，這在絲弦上的表現很明顯，被一部分人視為琴樂的特色之一，但在較為光滑的鋼弦上就不太明顯。:59

#### 右手指法

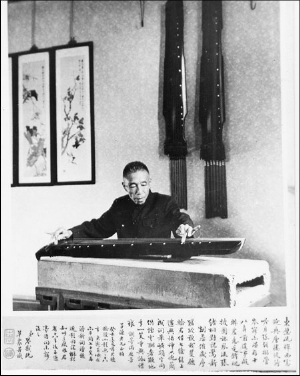
正確的彈奏姿勢：張子謙正在彈奏古琴

右手拨弦有八种基本指法：

| - 内向指法（向身体一侧拨弦） - 擘（大指） - 抹（食指） - 勾（中指） - 打（名指） | - 外向指法（向徽一侧拨弦） - 托（大指） - 挑（食指） - 剔（中指） - 摘（名指） |

右手的组合及特殊指法：

| - 历：快速连挑二弦 - 小撮：同时挑、勾二弦 - 大撮：同時托、勾二弦 - 轮：快速连续摘、剔、挑 - 背锁：剔、抹、挑顺次弹奏 | - 短锁：抹、勾、剔、抹、挑顺次弹奏 - 长锁：抹、勾、剔、抹、挑、抹、勾顺次弹奏 - 双弹：快速连剔、连挑相邻二弦 - 拨剌：食指、中指、無名指同时向内拨相邻两弦为“拨”、反向为“剌” - 滚拂：从高音到低音连摘数弦称为“滚”，从低音到高音连抹数弦称为“拂” |

下列是四种指法的图示：

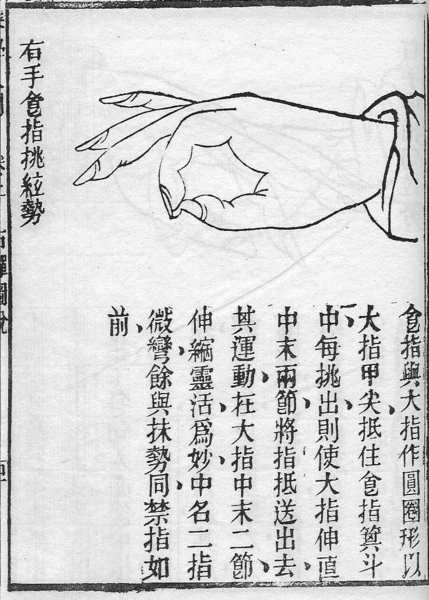
〈挑〉
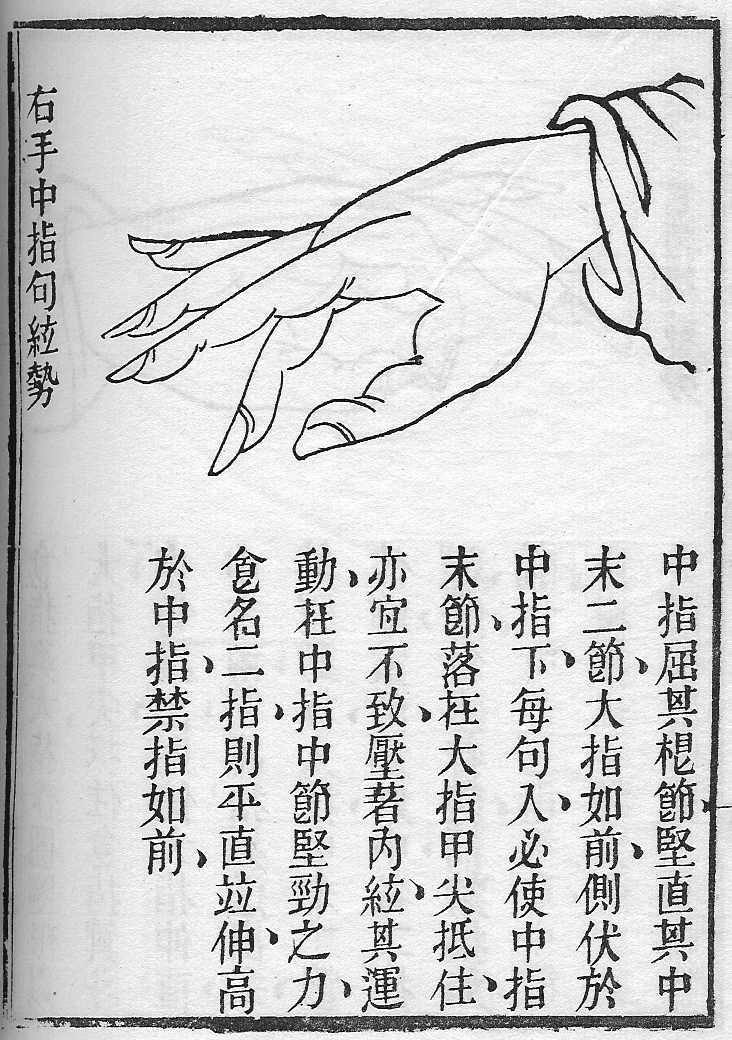
〈勾〉
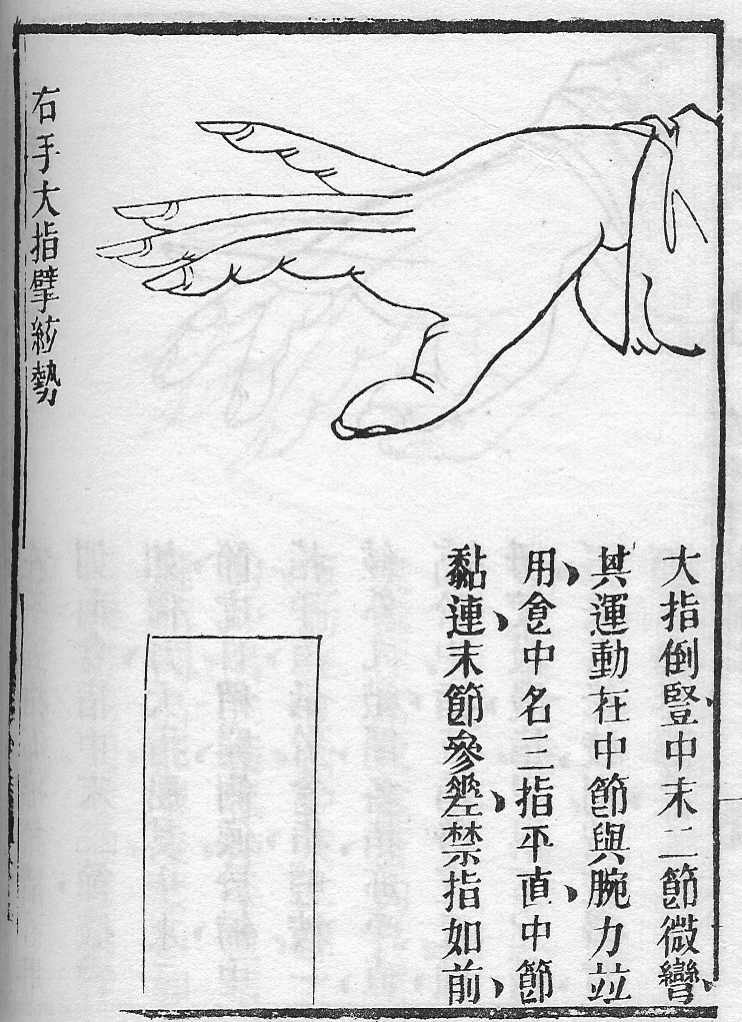
〈擘〉
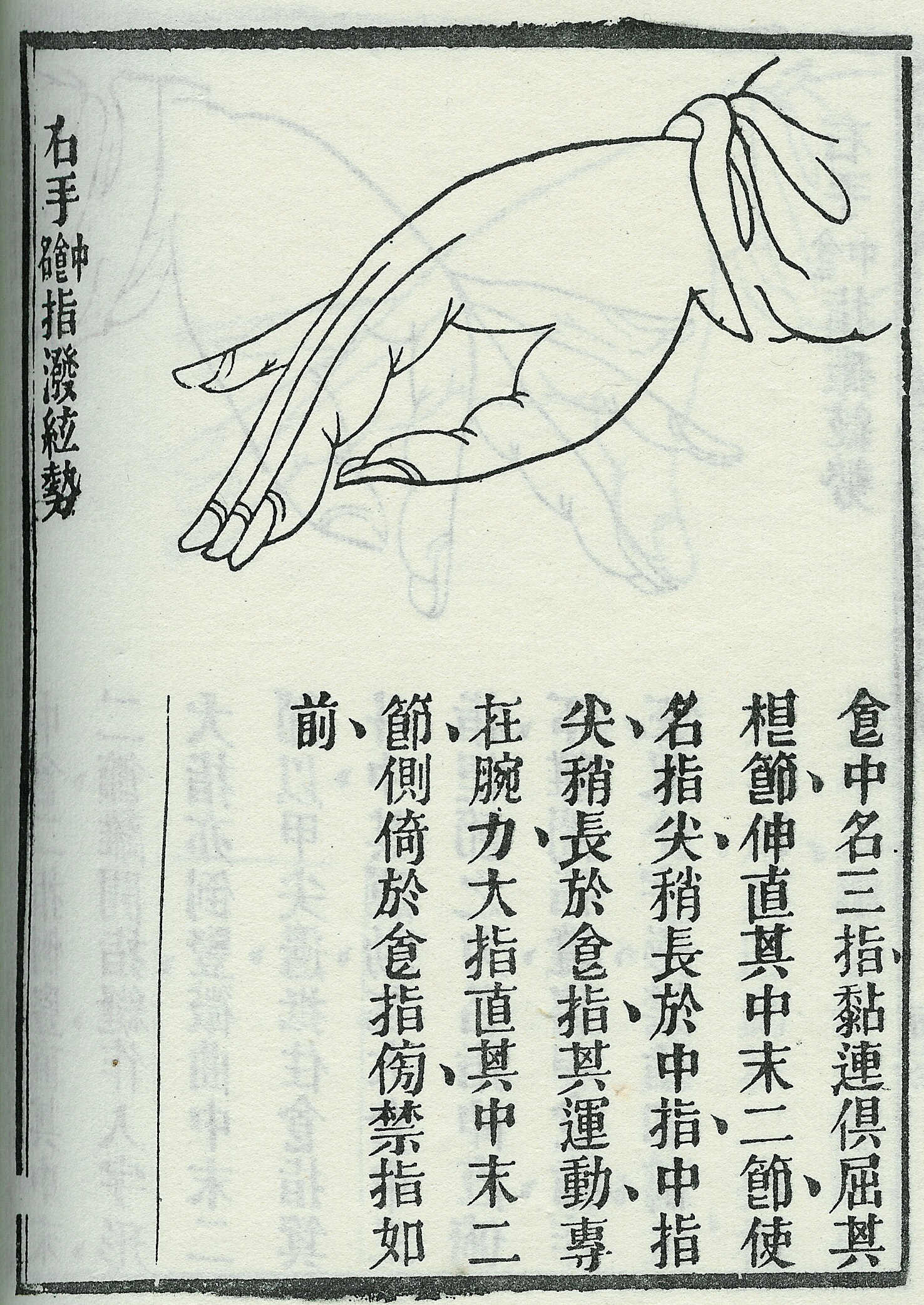
〈撥〉

#### 左手指法
左手按音常用拇指和無名指，低音弦用中指和食指。左右手指法可以进一步组合形成固定节奏型的“掐撮三聲”等。
按弦走音指法：上、下、绰、注、吟、猱。
左手拨弦發声指法：
- 罨：大指击弦出声
- 掐起：大指按弦撤离出声
- 带起：無名指按弦撤离出声

共有大约1070种有名或无名的指法，现代有50多种指法在演奏中常用。关于罕用指法和文字谱的资料散见于古代琴谱和琴书，近代则出版了几种整理性的论著。

### 琴曲
琴曲通常由几个段落连缀而成，长度几分钟到十几分钟不等，没有严密的格式。除了演奏古代作品外，个别演奏者也会作曲或是即兴演奏。琴曲多以山水寄情（洞庭秋思、潇湘水云、渔樵问答等），亦有闺怨（长门怨）、叙事（广陵散）等传统诗词题材的作品，有具儒家思想的作品（文王操），有改編自民歌小调的四大景等。多数琴曲有明确的标题，提示了作品的内容和意境。佛家相關曲目极少，仅有普庵咒、那羅法曲等几首。
古代琴书中有对于音乐表现形式的分析，称为聲像，以解释琴曲中表现的情绪或主题的单字。聲像的数目是有争议的，有人认为只有4种，有人认为是13－16种，也有人认为总共超过24种。虞山琴派的“清”、“微”、“淡”、“遠”是用来描述琴音乐的代表性聲像。在某些琴谱中对每种聲像都有详细的描述，如琴学著作《谿山琴况》对24种聲像都进行了细致入微的描述，其中解释了演奏技法、装饰音和音乐本身，并阐述了演奏者和乐器之间的联系，以及演奏者是怎样达到“琴人合一”的境界。

### 琴歌
古琴音乐中另外一种重要的艺术形式是琴歌，代表作包括胡笳十八拍、阳关三叠、关山月、凤求凰、古怨和秋风词等，其中现存最早的琴歌曲谱是宋代姜夔的古怨。

### 律调
古琴七根空弦音所組成的音阶，称为弦式。大多数琴曲使用正调（仲吕均）定弦。1950年代后古琴界倾向于将正调为F大调：一弦至七弦為C-D-F-G-A-c-d，首调唱名為sol-la-do-re-mi-sol-la。按十二律，以第一弦为黄钟，第三弦为仲吕（作五声音阶的宫音），一弦至七弦音名为“下徵、下羽、宫、商、角、徵、羽”。在正調的基礎上改變不同弦的音高，還可以得到慢商調（慢二絃）、蕤賓調（緊五弦）等:22。
古琴定弦法的命名方法較為複雜，有的以調弦法為依據，如慢商調；有的同時以律名和調弦法為基礎，如蕤賓調；有的以調式內樂曲所表達的感情為依據，如淒涼調。此外，不同的調又有別稱，如蕤賓調又叫金羽調。:22
美国作家罗伯特·坦普尔所说，琴在中国人理解音乐本质的过程中扮演了至关重要的角色，“对古琴音色产生的原因而作出的研究，大大加深了中国人对声音的本质是振动这个事实的理解。”这类对音色、泛音和谐声的研究最终使朱载堉发明了十二平均律。

## 教學方法
傳統上，古琴教學採「口傳心授」的方式，亦即在沒有琴譜的情況下，由老師逐句示範，學生跟著模仿彈奏，直到師生的節奏、樂句、左右手指法（包含綽注吟猱）、韻味完全相同，可以同步對彈為止。前輩琴家例如：管平湖、梅曰強皆是如此。

## 琴谱
古琴谱是用来收录琴曲乐谱的书籍，到1960年代为止，查阜西已发现超过130部琴谱曾经出版，包含超过3360首琴曲，其中有很多在明朝前失传，很多流传下来的作品也已经有几百年无人演奏了。

### 文字谱
文字谱是最早的记谱法，是用文字详细叙述全部演奏指法动作，因此是一种指法谱。现存仅有的文字谱是抄寫於唐代的《碣石調·幽蘭》，传自隐士丘明。丘明先生是会稽人，梁朝末年隐居在九嶷山，擅长弹奏楚地曲调，尤其《幽兰》一曲更是精妙绝伦。其唐代抄本百年前藏於日本国京都神光院，近年移到日本東京國立博物館，為日本“國寶”，列品號碼為TB1393。1884年，黎庶昌在日本編錄的《古逸叢書》曾依唐本影抄該譜，現東京大學有三冊分藏於三間圖書館。

### 减字谱

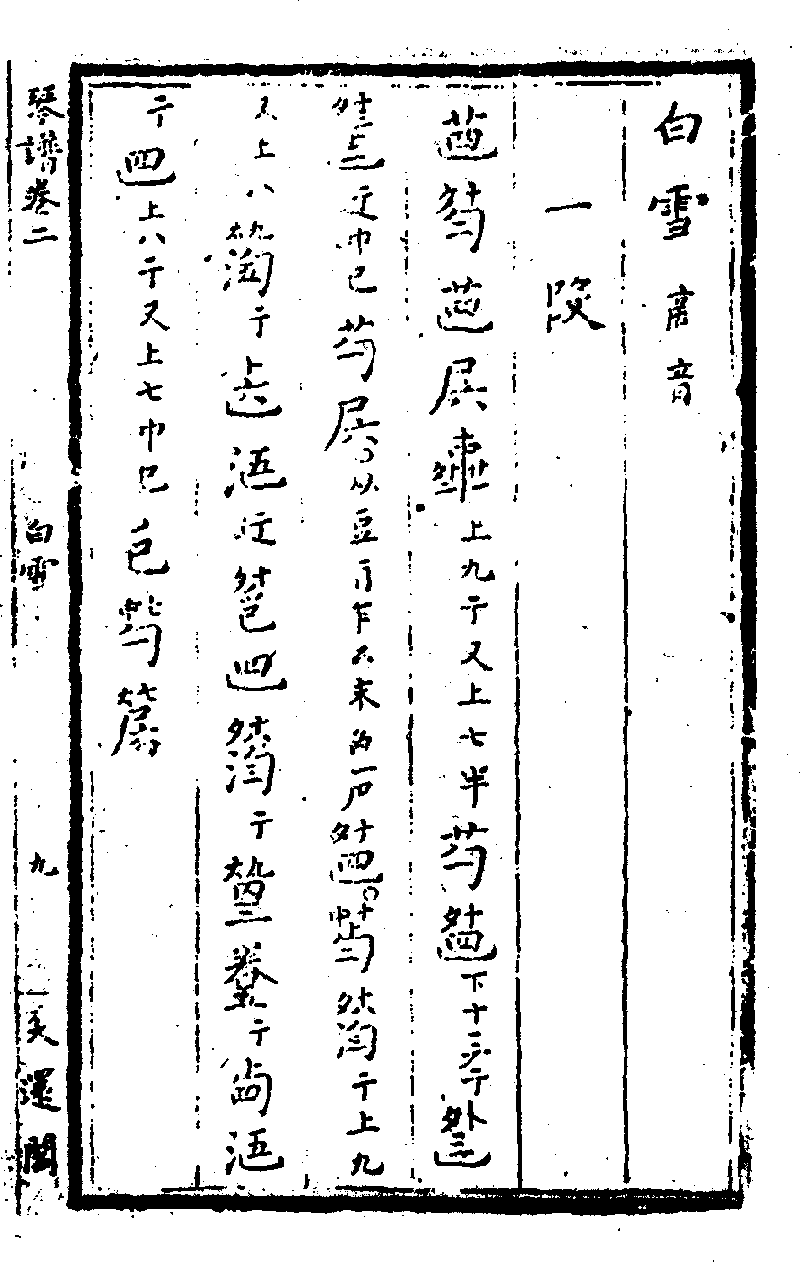
徐青山《大還閣琴譜》中的《白雪》譜第一頁，此譜即使用減字譜來記譜

减字谱於晚唐出现，使用文字減化形成的符號来记录琴曲的指法、弦序和徽位。明代以前，琴谱记录的徽位相對模糊，無法據以直接得知確切位置，例如：「七八」意指「七徽和八徽之間」，「六下」代表「六徽之左」。明末清初虞山琴派徐青山的《大还阁琴谱》开始采用「徽分」记谱法，将相临兩徽之间分為十等分，按音音位记成“几徽几分”，例如：“七徽六分”、“六徽二分”和“十徽八分”，提高了音位准确度。後來亦有人把1分划分成10釐，但并不实用。

### 混排琴谱
張鶴的《琴學入門》（1867）、杨宗稷的《琴学丛书》（1911）二譜将减字谱結合工尺谱及板拍，而後者更加了一行減字譜的簡化弦名譜，形成「四行譜」。
王光祈的《翻译琴谱之研究》（1931）將左右手指法編號，采用罗马数字和阿拉伯数字书写琴谱。此法流傳不廣，僅有龔一的《古琴演奏法》一書採用類似的方法。而楊蔭瀏認為這種改革不切實際。
楊蔭瀏、侯作吾編的《古琴曲匯編》以及許健、王迪主编的《古琴曲集》（1962）以五线谱与減字譜记录乐曲，後來吳景略、吳文光編寫的《虞山吳氏琴譜》（2001）及《神奇秘譜樂詮》（2008）亦採此法。
目前新出版的琴譜主要以減字譜和簡譜並列書寫，例如：《古琴考級曲集》（2010）以及成公亮的《秋籟居琴譜》（2010）等等。

### 打谱
打谱是现代琴家按照减字谱把琴曲弹出的过程。由於减字谱并無节奏等音乐细节，因此打谱者需要反复记录修改，不断弹奏，并在此过程中揣摩原曲的气质和意境，最终使乐曲清晰流畅、结构完整。各个时期的打谱者有意追求琴曲的古风，同时又随自己的艺术趣味对原谱润色增删，因而同一首琴曲在不同时代会有不同的风貌，不同的审美倾向。

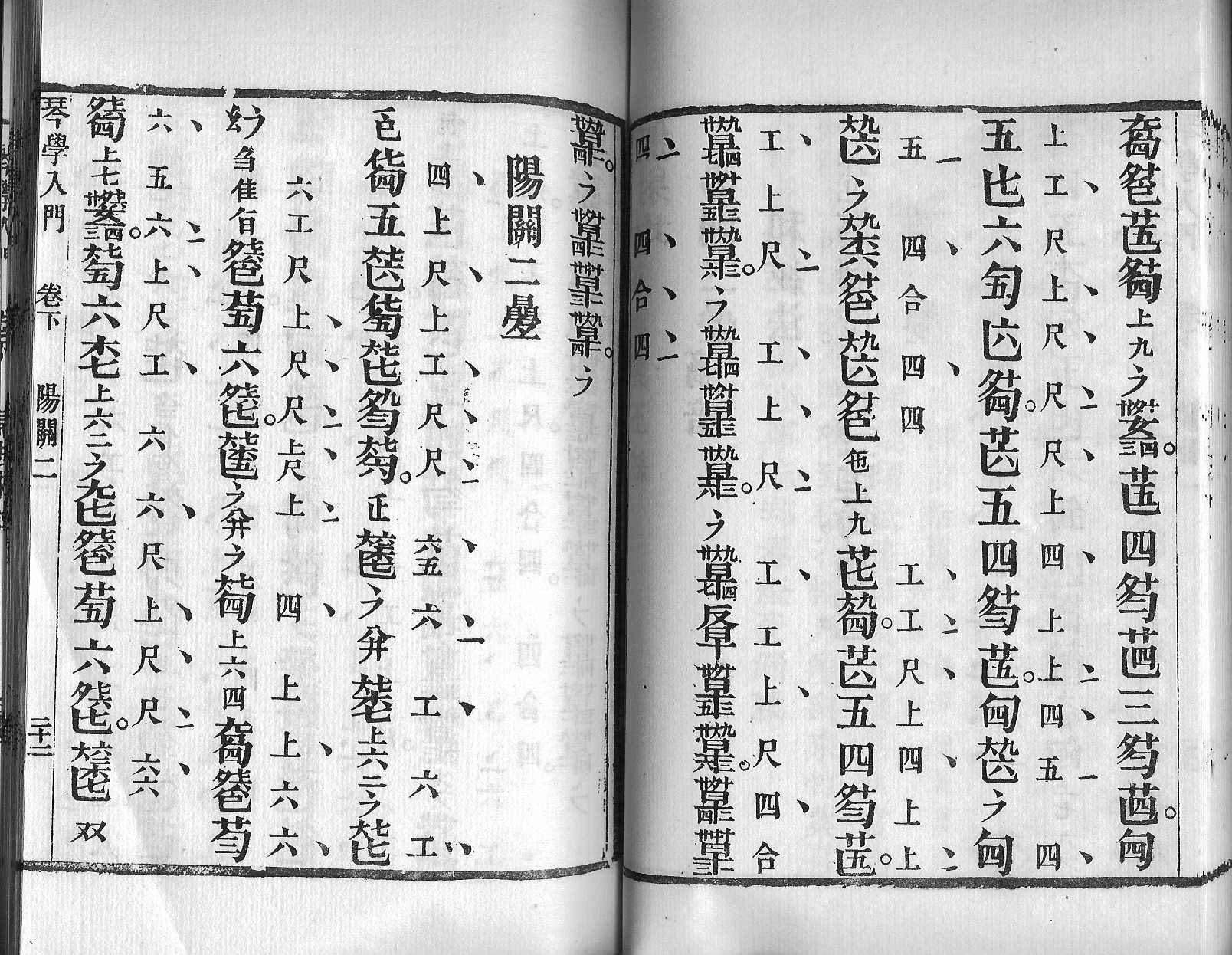
《琴學入門》减字谱旁注工尺谱。

## 琴制

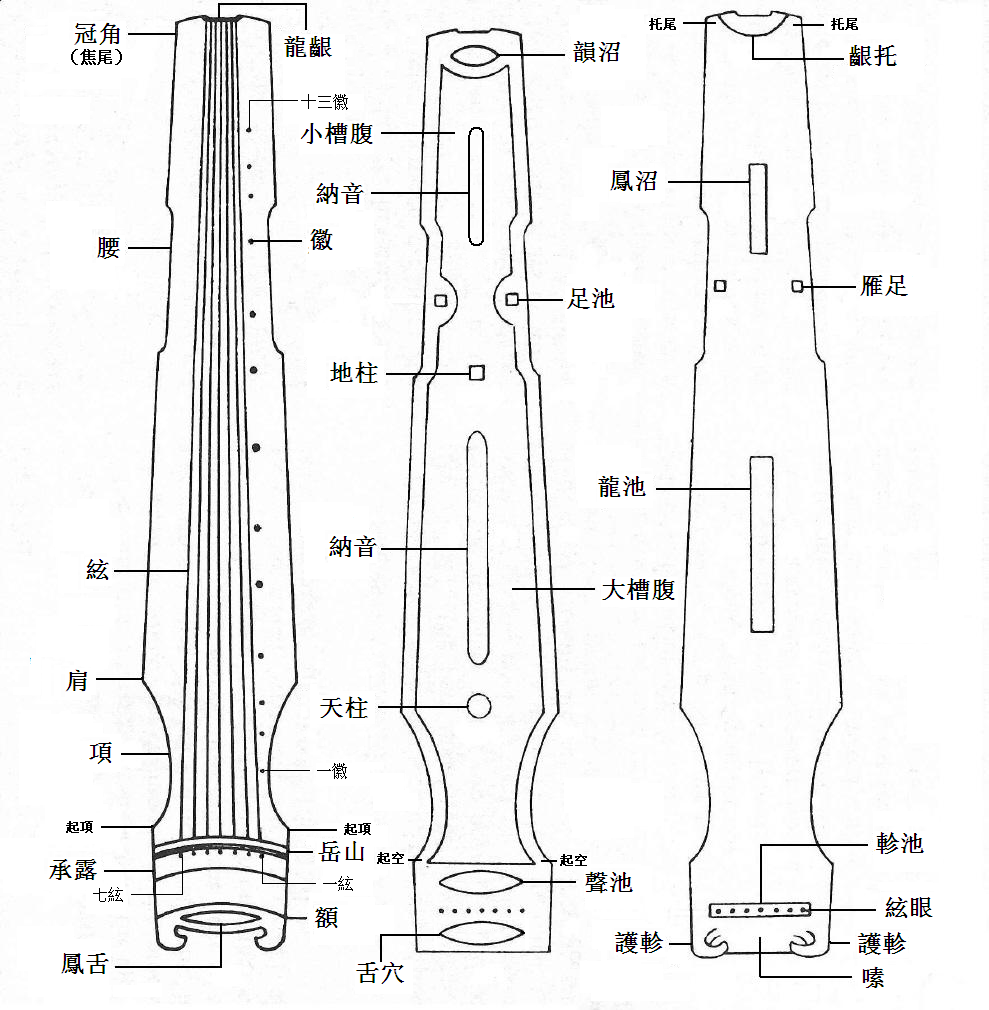
從左至右為琴的琴面、琴腹（內部）和琴底。

### 形制
琴长约3尺6寸5分（约122－125厘米），宽约6寸（约20厘米），琴体厚约2寸（约6厘米），由琴体和琴弦构成。琴体由弧形的面板和平直的底板胶合而成。面板琴首嵌有用于穿弦的“承露”、支撑琴弦的“岳山”，琴尾嵌有支撑琴弦的“龙龈”。琴面一侧沿琴弦方向嵌有用于标示泛音音位的十三个圆点，称为“徽”。:8底板上有用于安放“琴軫”的“軫池”，中部以下嵌有用于支撑琴身和缠弦的“雁足”。底板有两个出音孔，通常为长方形或椭圆形；靠近中部的一个较大，称为“龙池”；靠近琴尾的较小，称为“凤沼”。琴面板内部与龙池、凤沼相对有隆起的结构，称为“纳音”，有改善音色的作用。琴腹内有两个音柱（天柱和地柱），连通琴面和琴底，可以使音量增大，同时也作防塌腰装置。琴弦共有七根，从外（近徽侧）向内、从低到高，为一弦至七弦，琴弦一端搭在岳山上，用控制弦音高的线绳“绒剅”拴住，绒剅穿过承露上的弦眼系在琴軫上；琴弦的另一端绕过龙龈，缠在雁足上。:9
按照陳暘《樂書》，古时琴還有大、中、小之分，小琴五弦、中琴十弦，大琴二十弦。随县曾侯乙墓出土的琴中就有五弦琴和十弦琴，但这可能并非用于演奏的乐器，因为其音箱其实是实木的，或许只是用来定律的工具。:45-46

### 琴身
琴身材质是影响琴音色的首要因素。古時有“面桐底梓”之說，現在也一般为泡桐或杉木制面板，梓木或楠木制底板。木材必须风干，否则木质会开裂起翘，且音色不好。木料自然风干需要很长时间，因此斫琴者常搜罗各种陈年古木，如古宅梁柱（俗称“阳木”）或古墓败棺（俗称“阴木”）来斫琴。琴的面板和底板以鱼胶胶合。面板上先要用漆灰作一层灰胎，以保护木质松软的琴面。之後加上一層細葛麻布，在布上再髹一層漆灰。待其乾透，加以打磨，再髹一層更細的漆灰，並再次打磨。如此反復，最後髹表漆。表漆有黑、紫、朱、褐、黃等不同顏色。:46
實際上古琴所用的漆灰並非單純的生漆，其中通常混合鹿角霜，而明清以來亦有使用瓦灰者。一些琴甚至會用更珍貴的“八寶灰”，即在生漆中加入金、銀、銅、珍珠母和孔雀石等物質。:46

### 琴絃
传统的琴弦为絲絃，即柘蠶所吐之絲製成的弦:55。有公元前168年製作的絲弦仍然保存至今:54。1970年代上海音乐学院乐器厂研制成功了尼龙钢丝弦（俗称钢弦），21世纪初福建龙人公司用特殊纖維研制龙人冰弦。
古代絲絃是将规定数目的丝线扭成一股，然后绕在框架上浸入装有絃膠的缸内，以使絲絃不会再松散。一段时间后取出晾干，然后截成合适的长度。古代絲絃共有三种规格，“太古”为标准絃，“中清”最细，“加重”最粗且弦外缠丝。按《與古齋琴譜》所述，“中清”琴絃最佳，因为其音色最为细腻清脆。丝弦音色古朴独特，但音准不稳定，易磨损。现在苏州、香港和日本都有几家丝弦工坊。七十年代“文革”后期，上海音乐学院乐器厂在吴景略、刘景韶、林友仁和龚一等人的帮助下，在竖琴弦的基础上研制成功尼龙钢丝弦，是在钢丝外包裹尼龙层制成的，具有音量大、强度高、音准稳定的优点，逐渐取代丝絃成为主流。有人认为钢丝弦的金属音色过重，絲絃独特的音色是无可取代的。 福建龙人製作的弦，即“龍人冰弦”，则用特殊纤维丝作内弦材料，外包真丝和尼龙丝。
上弦時，先将琴弦右端用绕在琴轸上的绒剅拴住，向左拉过岳山、面板直至绕过龍齦缠在琴底的两个雁足上。

### 配件

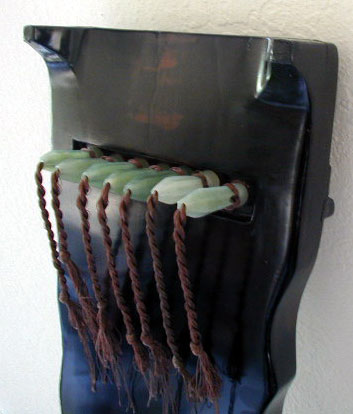
玉制琴轸
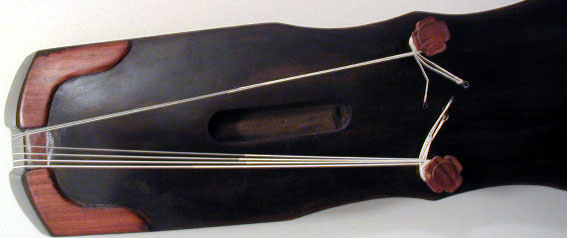
用传统上弦法上好弦的琴
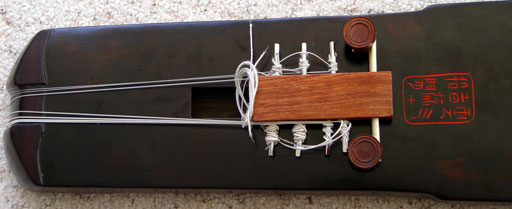
新式上弦器
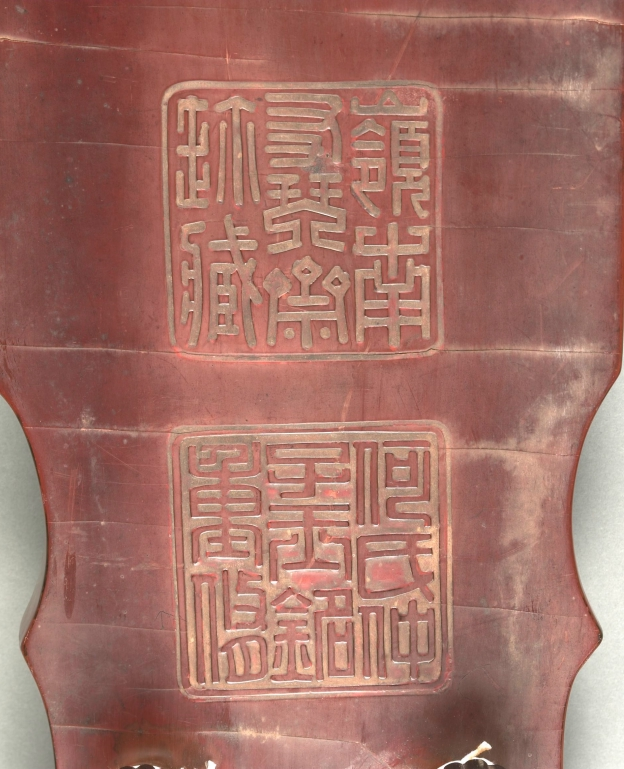
鹤舞龙翔琴背的篆刻印

岳山、承露、龙龈、雁足、琴轸等则用硬木、玉石等坚硬材料制成。琴徽共13个，多用螺钿或玉石制成。琴常配有多种装饰，最常见的是绒剅上系有轸穗。也有在琴体上雕花、镶嵌玉石等。另一类特别的装饰是文墨篆刻。斫琴家和琴的主人常喜欢在底板上、龙池、凤沼内镌刻别名、诗词、方印等内容，可反映琴的历史，:32、38但其中不乏偽作。

### 琴式
琴式为琴的形状的特定的名称，其中仲尼式和伏羲式最为常见。:17琴身各部件都以凤、龙、人体和自然事物命名。

### 斷紋

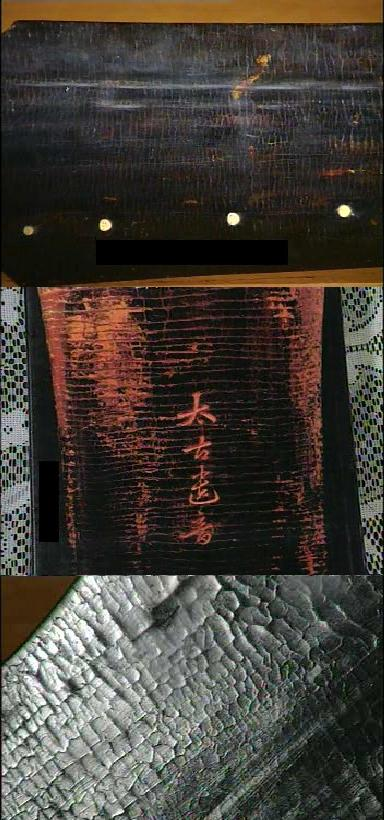
断纹：依次为：流水行雲紋、蛇腹斷、冰裂紋。

隨著時間的增加，琴的漆胎由於底下的木質收縮可能會出現断纹，通常以形态命名，有“蛇腹斷”、“冰裂紋”、“牛毛斷”、“流水紋”、“行雲紋”、“龜背紋”、“梅花斷”等。其中“蛇腹斷”和“牛毛斷”是最常見的。出現斷紋的琴一般歷史較長，因此一些斫琴者會人为制造斷紋。:47-49

### 形體象征
琴长3尺6寸5分，象征一年365天；面版弧形，象征“天圆”，琴底为平，象征“地方”。13徽象征一年12个月及闰月。琴最初有五根弦，象着“五行”金、木、水、火、土。傳說周文王为悼念他死去的儿子伯邑考而增加一根弦，武王伐纣时，为了增加士气添一根弦，所以琴又称文武七弦琴。宋太宗曾增弦至九弦琴，不过只在当时宫廷流传过几年，不受当时琴人的支持。

## 名琴
中國古代有「四大名琴」之說。春秋時期齊桓公的「號鐘」、春秋時期楚莊王的「繞樑」、西漢司馬相如的「綠綺」和東漢末年蔡邕的「焦尾」，但這些琴並沒有流傳下來。現在存世的名琴多來自唐朝之後，如唐朝的「九霄環佩」、「大聖遺音」、「枯木龍吟」、「春雷」等。
宋朝也是琴文化發展的最重要的時代之一，現存的兩宋古琴佳器較多。宋徽宗御製的「松石間意」在2010年以1.3664亿元拍賣，成爲當時拍賣價格最高的古琴、世界最貴樂器之一。

## 文化

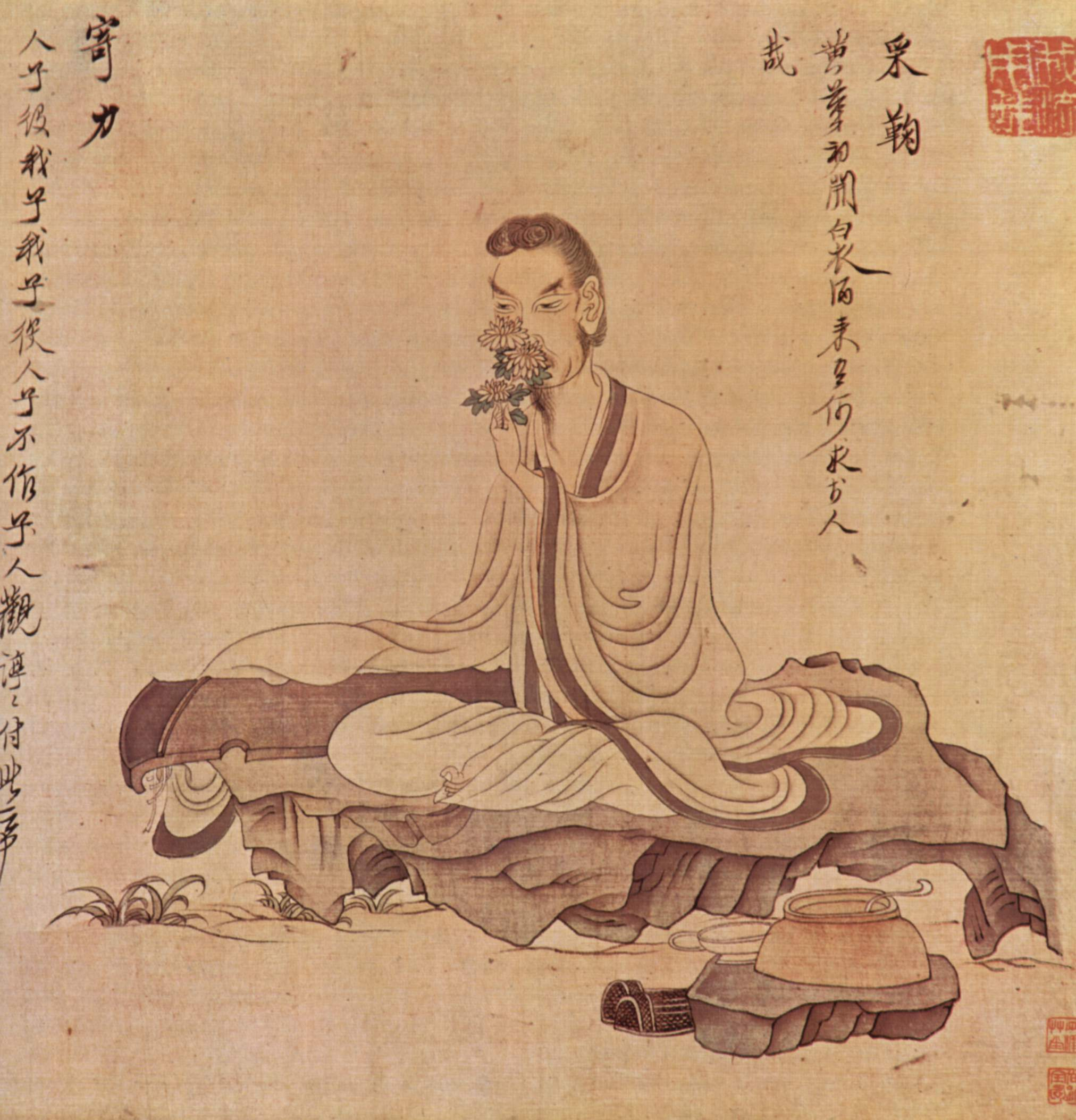
陳洪綬的《歸去來兮圖卷》局部，檀香山藝術學院

作為中國古代文化最重要的組成元素之一，古琴頻繁出現在歷代的藝術作品中。唐代的詩人李白、李頎、高適等都曾撰文描寫古琴或琴人，亦有司馬相如以鳳求凰琴挑卓文君這樣的故事，而清代小說《紅樓夢》第八十六回中有林黛玉彈琴的情節；作為四藝之一的繪畫中也可以見到古琴的身影，例如：宋徽宗所繪之《聽琴圖》。另外，古琴音樂也逐漸受到道家及佛教思想影響，發展出了相關題材的琴曲，例如：以普庵禪師的咒語為題材的普庵咒，和《莊子》相關的莊周夢蝶、列子御風等。從琴人的身份來看，唐代嶗山就已經出現了道士琴人。
而北宋開始出現「琴僧」，近代如僧問樵、釋空塵和夏一峰等人亦是佛道出身。
與在中國發展出了諸多琴派的情況不同，朝鮮和日本雖在公元600至900年間就有古琴傳入，因此發展出了一批琴人，但規模都不是很大。而古琴傳入西方則是在高羅佩、林西莉等後來的漢學家於20世紀前期抵達中國時的事了。同時，因為20世紀中國戰亂頻繁，琴人數量驟減，根據1937年今虞琴社的全國琴人普查，當時全國在世琴人僅有112位，其中多為儒宦世家。 到21世紀初，由於古琴文化仍不夠普及，在普通民眾間造成雖知其名不識其物的情況，古裝劇中的古琴使用漏洞百出。

### 琴派
琴派是古代由于地域限制而形成的具有某种艺术风格的流派，故而多以地区命名。唐朝時琴人之間就已經形成了較爲明顯的演奏風格差異，並見於著述，如趙耶利就曾說“吴声清婉，若长江广流，绵延徐延，有国士之风。蜀声躁急，若激浪奔雷，亦一时之俊”。在北宋成玉澗的《琴論》中則指出當時“京师过于刚劲，江南失于轻浮，惟两浙质而不野，文而不史”。實際上浙派到明朝時也是最有影響力的琴派之一，明朝時刘珠曾说：“习闽操者百无一二，习江操者十或三四，习浙操者十或六七”。 到了明末清初之後，虞山派、廣陵派、蜀派等更多的派別才湧現出來。近现代由于地域文化之间交流融合，现当代琴家往往取法多个琴派，师承关系复杂；更由于社会政治等因素，琴人在各地迁移，从而使得地域性琴派变得越来越模糊。雖然地域性琴派之界限在消融，但仍不斷有新的琴派出現，這些琴派獨具特色，辨識度相當高，例如：王燕卿開創，徐立孫、劉赤城、吳自英等人繼承之梅庵派；由吳景略開創、吳文光發揚光大的虞山吳派；和姚丙炎開創、姚公白繼承之浙派姚門等。

### 琴社

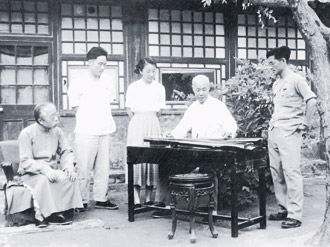
北京古琴研究會：溥雪齋（左起）、鄭珉中、王迪、許健（右一）等人聽汪孟舒彈琴

琴社是琴人以琴会友、谈乐唱酬的社会团体，常会举办雅集以交流琴艺术，有时也会携琴於自然美景之处一起弹琴论乐，有时也参加竞赛和研究会。琴社并不是一个规章制度严格的组织，而是有共同趣味的人们自愿结成的，其主要目的是促进琴音乐的发展。琴社亦是人们接触高水平演奏者、互相学习、答疑解惑的平台。
北京大学於1919年將學生社團“樂理研究會”改名為“音樂研究會”，為中國近代最早的音樂社團，其中古琴由王露任教；後由於王露去世和其他教師離校，蔡元培在1922年依蕭友梅的建議解散“音樂研究會”。
民間也不斷有古琴社團出現，例如：長沙愔愔琴社、山西元音琴社、上海今虞琴社、揚州廣陵琴社、北京古琴研究會等等。

### 影响

#### 日本
古琴於奈良時代由遣唐使傳入日本，《宇津保物語》的主人公和《源氏物語》中的光源氏等人都会在重要场合携七弦琴（しちげんきん）演奏，平安時代中期以前，在《日本三代實錄》、《吏部王記》、《御堂関白記》、《御遊抄》、《枕草子》等有古琴的少量记载。古琴亦為日本雅樂的重要组成部分；之後衰落，成為擺設。江戶時代起復興，以東皋心越禪師一脈為主，朱舜水先生和萬宗兩系為輔。《東皋琴譜》是東皋心越的弟子编辑的其授琴教材。熊澤蕃山、荻生徂徠、浦上玉堂等文人都向禅师学琴；據岸邊成雄教授調查，江戶時代琴士逾600人，士人再現左琴右書，之后又衰微，近現代则由岸邊成雄等再次弘扬。中日之間琴家開始有了一些交流，而日本也成立了京都疇祉琴社、东京听风琴社等古琴社。
日本現存最早的琴是正倉院所藏的「金銀平文琴」，東京国立博物館所蔵國寶級法隆寺献納宝物「開元琴」，以及厳島神社蔵重要文化財級伝平重衡所用的法花，尾張·徳川義直的老龍吟，國立歷史民俗博物館所蔵的紀伊徳川家傳来的唐琴冠古（別銘「梅花断」，《集古十種》所載）、谷響、幽蘭（寛政年間）、天明三年無銘琴。現存最早的文字谱《碣石調幽蘭第五》藏于東京国立博物館，为日本国宝。

#### 朝鲜半岛
古琴大约在公元600年琴传入朝鲜，
虽然古琴与其他宫廷乐器一起传入，然而却从没有在流行起来，因为它的位置被朝鲜依据琴发明的玄琴所取代。

#### 欧美和其他地区
琴作为中国音乐的代表，早在明清时期就被来华的传教士关注，他们翻译和写作了相关著作。最早的涉及古琴的西方著作是1780年法国传教士钱德明在巴黎出版的《中国古今音乐记》（Memoires sur la musique des Chinois tant anciens que modernes），此书是主要依据清华李光地所著《古乐经传》及其他写成，而1884年 比利时人阿理嗣出版了《中国音乐》（Chinese Music）。。第一部詳細地向西方讀者介紹古琴的書則是高羅佩的 The Lore of the Chinese Lute （1940年，中文版譯為《琴道》）:4。隨著古琴的普及，美國、加拿大、法國、英國、俄羅斯等西方國家也出現了古琴社。2018年8月26日，倫敦幽蘭琴社舉辦了首届伦敦国际古琴艺术节。

### 流行文化
在部份古装或古代情节的电影、電視劇裡，劇中角色會彈奏古琴，或是使用古琴音樂作為配樂，為古琴的普及起到一定的作用，例如：
- 電影《卓文君與司馬相如》（1984，峨眉电影制片厂）中，有多個卓文君彈琴的片段（配樂由王迪演奏）；[132]

- 電影《倩女幽魂》裡，聶小倩在涼亭彈琴（然而配樂中並無古琴的聲音）；[133]

- 電影《笑傲江湖》中，劉正風、曲洋等人演唱滄海一聲笑時，曲洋彈奏的便是古琴，而且畫面中不時穿插減字譜和手勢圖（實際上該段配樂由古箏和笛子合奏，並未使用古琴）；[133]

- 電視劇《孔子》裡，孔子學習並彈奏了文王操一曲（該曲為成公亮打譜並演奏配樂）；[134]

- 電影《赤壁》中，諸葛亮和周瑜鬥琴（實際聲響由趙家珍演奏）；[135]

而電影《秦颂》（李祥霆演奏）、動畫《山水情》（龚一演奏）也都由專業的琴家參與配樂。
在諸多影視作品中，其中不乏誇張失實者或是明顯的錯誤，如：
- 電影《功夫》中出現的樂器並非真正古琴或任何真實樂器，其配樂則由古箏演奏；[139]
- 電視劇《琅琊榜》中，琴軫被放到桌上，配樂為古箏；[140]
- 電視劇《神鵰俠侶》中，琴放反了；[140]
- 電視劇《甄嬛傳》中，古琴被多次放反。[115]

另外，古琴也開始在更多的場合出現，例如：2008年北京奥运会开幕式上，琴家陳雷激演奏王鹏仿制的唐代名琴“太古遗音”。
2021年，手遊《王者榮耀》推出六週年限定皮膚「高山流水﹒莊周」，其主題曲流水知音由琴家林晨以古琴曲〈流水〉為素材創作。

## 延伸阅读
- （中文）章华英，《古琴》，杭州：浙江人民出版社，2005年3月1日，ISBN 978-7-213-02955-4
- （中文）吴钊、刘东升，《中国音乐史略》，北京：人民音乐出版社，1993年， ISBN 978-7-103-01173-7
- （中文）许健，《琴史新编》，北京：中华书局，2012年6月， ISBN 978-7-101-08491-7
- （中文）顾梅羹，《琴学备要》，上海：上海音乐出版社，2004年3月，ISBN 978-7-80667-453-6
- 高罗佩：〈中国古琴在日本〉。